# Ulla Jacobsson
Ulla Jacobsson (Göteborg, 1929. május 23. – Bécs, 1982. augusztus 20.) svéd színésznő.

## Élete és pályafutása
1929. május 23-án született Göteborgban. 
Eredetileg színpadi színész volt, az 1960-as évektől kezdett játszani angol nyelvű filmekben is, főleg drámai szereplőket alakítva. Nemzetközi sikerét a még svéd gyártású Egy nyáron át táncolt (1951) hozta meg számára, Arne Mattsson filmje leginkább a meztelen jelenetei miatt nyert ismertséget. Másik híres svéd filmje az Ingmar Bergman rendezte Egy nyári éj mosolya (1955) volt.
Leghíresebb szerepe talán a Zulu (1964) című brit történelmi témájú háborús filmben volt. A következő évben Kirk Douglas és Richard Harris mellett kapott lehetőséget a Telemark hőseiben. 1967-ben Német Filmdíjjal tüntették ki legjobb női mellékszereplő kategóriában, az elismerést a Minden évben újra című drámában nyújtott alakításával érdemelve ki. Az 1970-es évektől karrierje leszállóágba került. 
1982. augusztus 20-án, 53 évesen hunyt el Bécsben, halálát rák okozta.

## Fordítás
- Ez a szócikk részben vagy egészben  az   Ulla_Jacobsson című angol Wikipédia-szócikk fordításán alapul.  Az eredeti cikk szerkesztőit annak laptörténete sorolja fel. Ez a jelzés csupán a megfogalmazás eredetét és a szerzői jogokat jelzi, nem szolgál a cikkben szereplő információk forrásmegjelöléseként.